# Thiara (chi ốc nước ngọt)
Thiara là một chi ốc nước ngọt, là động vật chân bụng sống dưới nước động vật thân mềm trong family Thiaridae.

## Các loài
Species with accepted name withtrong genus Thiara gồm có:
- Thiara rodericensis (Smith, 1876)[2]

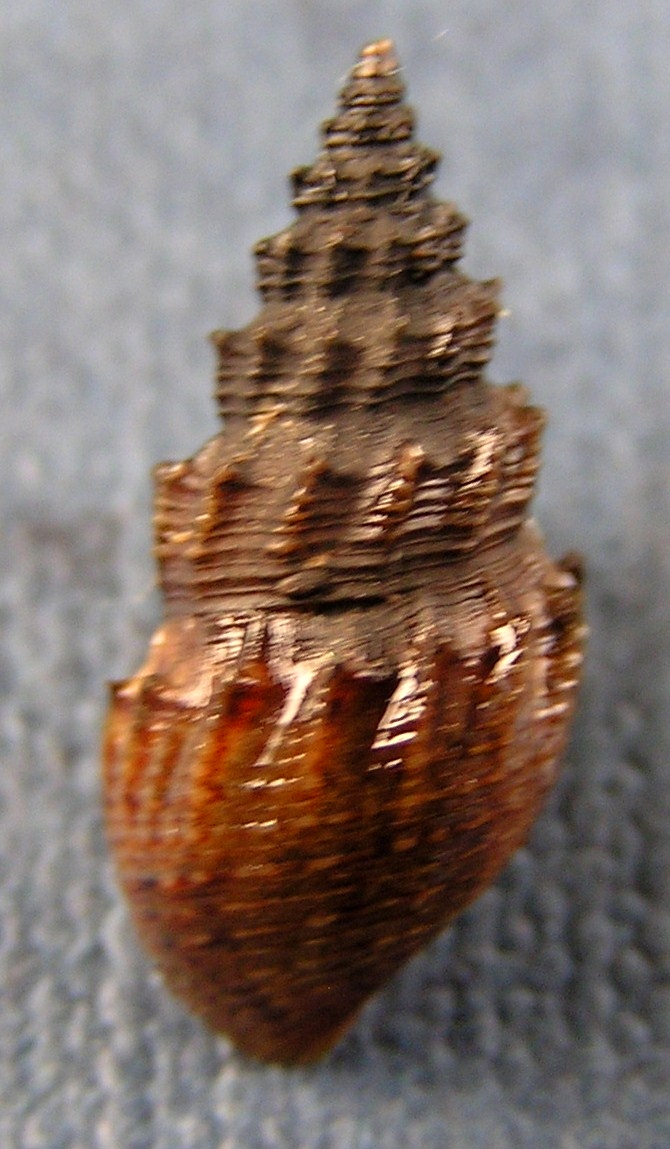
Thiara winteri, abapertural view

According to the website Shell-bearing Mollusca, the following species are gồm cód withtrong genus Thiara 
- Thiara amarula C. Linnaeus, 1758 - Africa, Australia, Ấn Độ
- Thiara baldwini C. F. Ancey, 1899 - quần đảo Hawaiian
- Thiara balonnensis T. A. Conrad, 1850 - Australia
- Thiara cancellata P. F. Röding, 1798 - hải vực Ấn Độ Dương-Thái Bình Dương
- Thiara indefinita I. & H. C. Lea, 1851 - quần đảo Hawaiian
- Thiara kauaiensis W. H. Pease, 1870 - quần đảo Hawaiian
- Thiara lineata Gray, 1828 - Ấn Độ
- Thiara lirata C. T. Menke, 1843 - Australia
- Thiara paludomoidea Nevill, 1884 - Ấn Độ
- Thiara prashadi Ray, 1947 - Ấn Độ
- Thiara punctata J. B. Lamarck, 1822 - Ấn Độ
- Thiara rudis I. Lea, 1850 - Ấn Độ
- Thiara scabra O. F. Müller, 1774 - hải vực Ấn Độ Dương-Thái Bình Dương
  - Thiara scabra lyriformis I. Lea, 1850 - Japan
  - Thiara scabra pagoda I. Lea, 1850 - Japan
  - Thiara scabra subplicatula Smith, 1878 - Japan
- Thiara speciosa A. Adams, 1854
- Thiara torulosa Bruguière, 1789 I- ndia
- Thiara verrauiana I. Lea, 1856 - quần đảo Hawaiian
- Thiara winteri von Dem Busch, 1842 - hải vực Ấn Độ Dương-Thái Bình Dương: spiky trumpet snail

## Hình ảnh

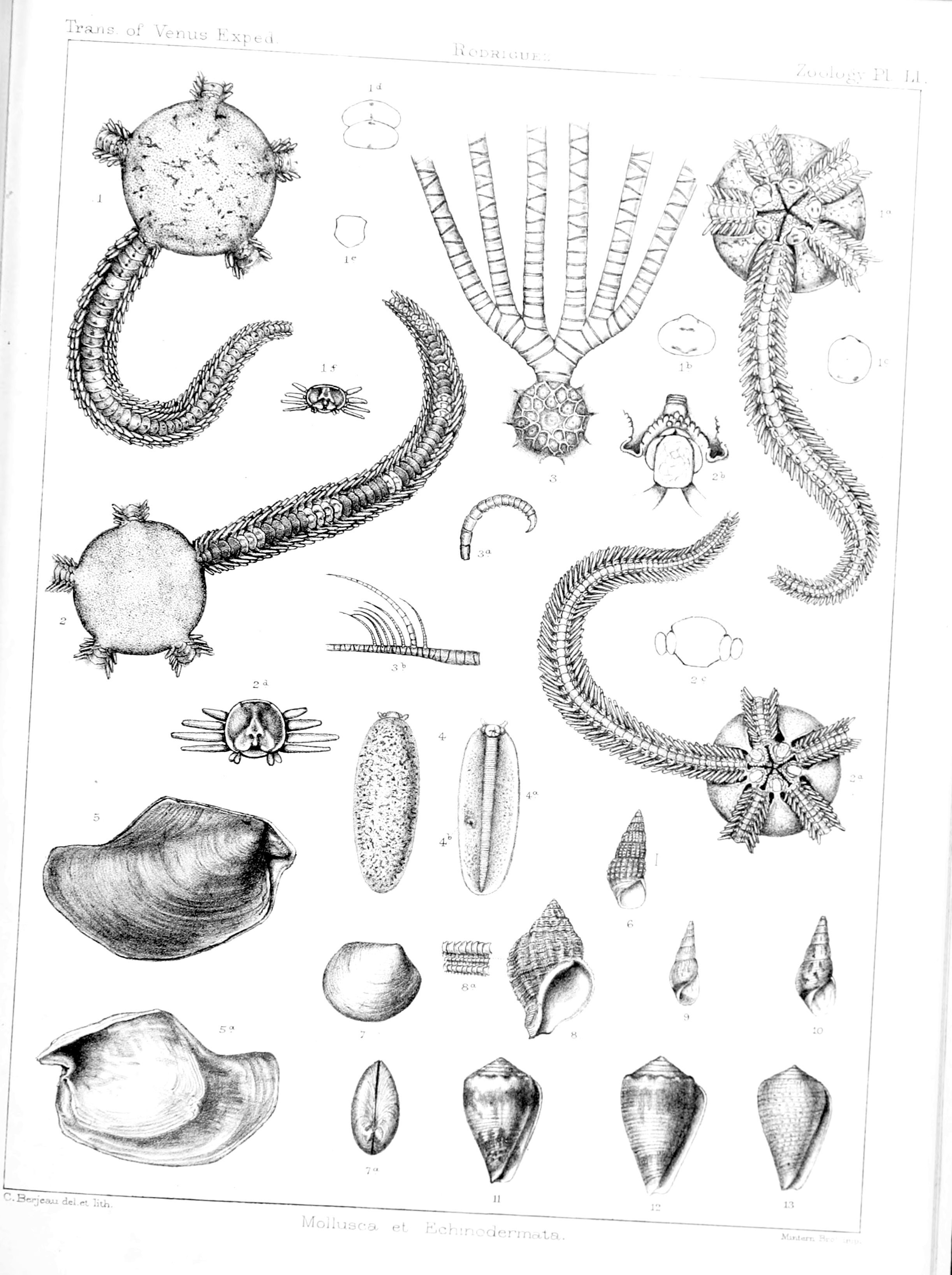